# Israel Shahak
Israel Shahak (hebräisch יִשְׂרָאֵל שַׁחַק Jisraʾel Schachaq; geb. 28. April 1933 in Warschau als Israel Him(m)elstaub; gest. 2. Juli 2001 in Jerusalem) war Professor für Organische Chemie an der Hebräischen Universität von Jerusalem, Holocaust-Überlebender und Bürgerrechtler. 20 Jahre lang leitete er die Israelische Liga für Menschen- und Bürgerrechte (1970–1990) und war ein Kritiker der Politik der Regierungen Israels. Wegen seines Engagements wurde er von seinen Gegnern auch als „Israelhasser“ bezeichnet. Haʾaretz nannte ihn hingegen einen der „prominentesten und mutigsten Menschenrechtsaktivisten Israels“.

## Biographie

### Kindheit und Familie
Israel Shahak wurde als Israel Himmelstaub geboren und entstammte einer Familie von gebildeten und wohlhabenden polnischen Aschkenasim. Seine Eltern waren Perla (geborene Birnbaum, 1902) und Abraham Himmelstaub. Während der deutschen Besatzung Polens durch den NS-Staat wurden er und seine Familie gezwungen, in das Warschauer Ghetto zu ziehen. Sein älterer Bruder Maier Ben Himelstaub (geb. 17. Juli 1920) floh nach England und trat in die Royal Air Force ein. Er starb am 13. Februar 1942 im Alter von 21 Jahren während der Ausbildung auf dem War Eagle Field bei Lancaster in Kalifornien, wo er auch bestattet wurde. Er war während starken Schneefalls in den rotierenden Propeller eines rollenden Flugzeugs gelaufen. 2017, anlässlich des 65. Todestages, wurde sein dortiger Grabstein im Rahmen einer Zeremonie in Anwesenheit eines Rabbiners von der Commonwealth War Graves Commission erneuert, er trägt den Namen Meyer Bernard Himelstaub.
Perla Himmelstaub konnte ihren Sohn Israel gegen Bezahlung bei einer katholischen Familie verstecken. Als sie kein Geld mehr hatte, um die Familie zu bezahlen, musste er das Versteck verlassen. 1943 wurde die Familie von Israel Shahak – Eltern und Sohn – in das Lager Poniatowa bei Lublin deportiert, wo der Vater starb. Perla Himmelstaub und Israel konnten von dort fliehen. (Die genaue Chronologie ist unklar.) Anschließend wurden sie erneut gefangen genommen und in das KZ Bergen-Belsen gebracht. Nach ihrer Befreiung im Jahr 1945 wanderten Israel Shahak und seine Mutter nach Palästina aus, das damals unter britischem Mandat stand. Shahak war zwölf Jahre alt und so stark abgemagert, dass ein Kibbuz sich weigerte, ihn aufzunehmen.

### Beruflicher Werdegang
Nach dem Abschluss seiner Bagrut leistete Shahak den Wehrdienst in einer Elite-Einheit der israelischen Armee ab. 1961 promovierte er an der Hebräischen Universität von Jerusalem im Fach Organische Chemie und absolvierte anschließend ein Postdoc-Studium an der Stanford University in den USA. 1963 kehrte er nach Israel zurück, wo er an der Hebräischen Universität forschte und lehrte. Er war unter anderem Assistent des Kernphysikers Ernst David Bergmann, der 1952 Vorsitzender der Israelischen Atomenergiekommission (IAEC) war. Shahak arbeitete über Organische Verbindungen des Elements Fluor (F) und erlangte mit seinen Beiträgen zur Krebsforschung internationales Ansehen. Mehrere Jahre hintereinander wurde er von den Studenten zum beliebtesten Dozenten der Universität gewählt.
1991 gab Israel Shahak seine berufliche Tätigkeit aus gesundheitlichen Gründen auf. Er engagierte sich in den folgenden Jahren im Kampf um Bürgerrechte der nicht-jüdischen Bewohner Israels und publizierte Bücher sowie Artikel zu diesem Thema. Israel Shahak starb 2001 im Alter von 68 Jahren an den Folgen eines Diabetes (vermutlich eine Spätfolge der Gefangenschaft in Bergen-Belsen) und wurde auf dem Friedhof Givʿat Schaʾul bestattet. Er war nie verheiratet und hinterließ keine Kinder.

### Gesellschaftliches Engagement
Über seinen Fachbereich hinaus wurde Israel Shahak als Vorsitzender der Internationalen Liga für Menschenrechte in Israel und als scharfer Kritiker des Zionismus bekannt. Zunächst hatte er sich im Council against House Destruction engagiert, das ihm allerdings nicht kämpferisch genug war. Erste landesweite Schlagzeilen abseits seiner wissenschaftlichen Tätigkeit machte Israel Shahak im Dezember 1965. In einem Leserbrief an die Zeitung Haʾaretz berichtete er, er habe einen Mann auf der Straßen kollabieren sehen. Er habe an der nächsten Tür geklingelt, um per Telefon Hilfe anzufordern. Der dort lebende Mann habe dies abgelehnt, da Schabbat sei. Bei Lebensgefahr gelten die Schabbat-Vorschriften nicht (Piqquach Nefesch), hielt Shahak dagegen. Zunächst wollte der Mann einlenken, bis er sah, dass der zusammengebrochene Mann ein Araber war. Dieser Bericht führte zu landesweiten Diskussionen, auch unter Rabbinern, zudem wurde sein Wahrheitsgehalt angezweifelt. Der Schriftsteller Erich Fried schrieb: „Das war der Anfang von Israel Shahaks Bruch mit dem Zionismus und mit den alten Satzungen.“
In ihrem Nachruf auf Shahak schrieb die Journalistin Elfi Pallis, dieser habe in seinem Leben zwei Bekehrungen erlebt: Im Alter von 13 Jahren habe er die wissenschaftlichen Beweise für die Existenz Gottes als für sich unzureichend gefunden. Nach dem Sechstagekrieg von 1967 sei ihm bewusst geworden, dass Israel noch keine Demokratie sei und zudem die Palästinenser in den neu besetzten Gebieten mit schockierender Brutalität behandele. Er „leistete Pionierarbeit“, so Pallis, bei der Identifizierung der 250 palästinensischen Dörfer, die im Palästinakrieg 1948 systematisch zerstört worden waren. Auch prangerte er Folterungen arabischer Häftlinge in israelischen Gefängnissen an.
1969 beteiligte sich Shahak gemeinsam mit einem anderen Fakultätsmitglied der Hebräischen Universität an einem Sitzstreik gegen die Inhaftierung arabisch-israelischer Studenten. In den späten 1960er, 1970er und 1980er Jahren unterstützte er die persönlichen Kämpfe arabisch-israelischer Studenten um gleiche Rechte. Als sein Freund Fouzi El Asmar, arabischer Israeli, 1969 auf der Grundlage von Notstandsverordnungen inhaftiert wurde, ohne dass gegen ihn formell Anklage erhoben wurde, hielt Shahak Kontakt zu ihm und unterstützte ihn. Er überzeugte Fouzi, die Einladung zu einer Vortragsreise in die Vereinigten Staaten anzunehmen, da außerhalb Israels zu wenig über die Verweigerung der Menschenrechte und die Unterdrückung arabischer Israelis in Israel bekannt sei.
1975 veröffentlichte Shahak sein Buch Nicht-Juden im jüdischen Staat mit einem Vorwort von Erich Fried, in dem er die gesellschaftliche Ungleichheit in Israel anhand von persönlichen Berichten, Zeitungsmeldungen, staatlichen Verlautbarungen und Tabellen dokumentierte sowie Aufsätze anderer Bürgerrechtler wie etwa von Uzzi Ornan aufführte. Er stellte anhand dieser Texte dar, dass „Nicht-Juden“ in Israel diskriminiert würden: Er wolle unterstreichen, dass es für „Nicht-Juden“ zahlreiche Einschränkungen gebe, was für ihn eine „schwere rassistische Diskriminierung darstelle“, unter der die „Nicht-Juden“ jeden Tag ihres Lebens leiden würden. Er selbst unterliege keiner dieser Einschränkungen, „aber nur, weil meine Mutter Jüdin war“. Der Staat Israel stelle als ein jüdischer Staat eine Gefahr nicht nur für sich selbst und seine Bewohner, sondern auch für alle Juden und alle anderen Völker und Staaten des Nahen Ostens und darüber hinaus dar, so Shahaks Fazit. Seine kritischen und in Teilen der israelischen Gesellschaft als unbequem empfundenen Aussagen – wie etwa die, dass nichts die israelische Gesellschaft so sehr ängstige wie ein gemäßigtes Verhalten der PLO – führten dazu, dass Shahak angefeindet wurde. Er wurde als „Israelhasser“ bezeichnet, erhielt Todesdrohungen und wurde auf der Straße bespuckt.

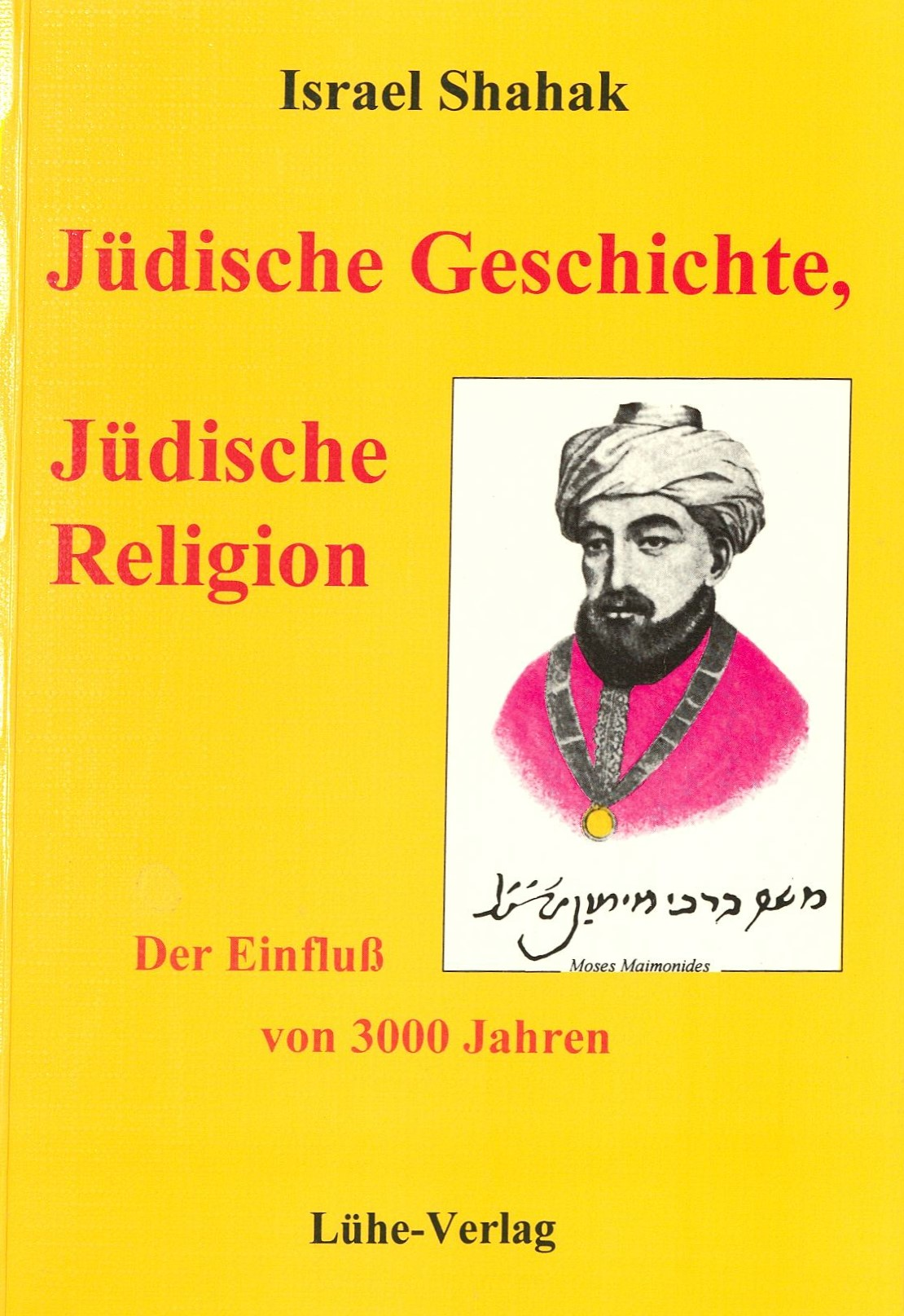
Die jüdische Geschichte erschien 1998 in der deutschen Übersetzung und Bearbeitung durch den rechtsextremen Verleger Harm Menkens in dessen Lühe-Verlag

In seinem letzten Werk Jüdische Geschichte, jüdische Religion. Israel – ein Utopia für Auserwählte? aus dem Jahr 1999 schrieb Shahak, ein Verehrer Spinozas, dass das rabbinische Judentum aus humanistischer und politischer Perspektive von Natur aus diskriminierend gegenüber Nicht-Juden sei. Zur Untermauerung seiner Argumente führte er Primärtexte aus dem babylonischen Talmud und anderen halachischen Quellen an. Er war der Ansicht, dass diese „Bigotterie“ eine Ursache für Antisemitismus sei.

## Kritik und Rezeption
Der britische Rabbi Immanuel Jakobovits beschuldigte Shahak 1966, den Vorfall mit dem Telefon am Schabbat erfunden zu haben, Täter-Opfer-Umkehr zu betreiben, die Bedeutung jüdischer religiöser Texte zu verdrehen, den jüdischen Glauben und das jüdische Recht falsch darzustellen. Der pro-zionistische Autor Paul Bogdanor stellte fest, dass Shahak „sein Publikum mit einem Strom von ungeheuerlichen Verleumdungen, lächerlichen Erfindungen und durchsichtigen Schwindeleien erfreut“. Ein Antisemit zu sein, gehört zu den Vorwürfen gegen Shahaks Kritik an Judentum und Talmud. Die Anti-Defamation League (ADL) nannte ihn den „berüchtigten antisemitischen Schriftsteller Israel Shahak“. Der Politikwissenschaftler Emanuele Ottolenghi argumentierte, dass Juden wie Shahak, George Steiner, Tanya Reinhart, Tony Judt, Avi Shlaim, Seymour Hersh und Daniel Boyarin Antisemitismus duldeten und unterstützten.
Dan Rickman im Guardian hingegen schrieb: „Whilst we need to oppose the antisemites who exploit him and also identify the errors in his works, Shahak should be seen by the Orthodox not as an enemy but as a wakeup call to move us back to the ‚common sense‘ [...].“ („Während wir uns den Antisemiten, die ihn ausnutzen, entgegenstellen und auch die Fehler in seinen Werken aufzeigen müssen, sollte Shahak von den Orthodoxen nicht als Feind, sondern als Weckruf gesehen werden, der uns zum ‚gesunden Menschenverstand‘ zurückführt.“) Der palästinensisch-stämmige US-Amerikaner Edward Said nannte ihn anerkennend einen „zornigen Israeli“.
Die israelische Zeitung Haʾaretz wiederum bezeichnete Israel Shahak in ihrem Nachruf als einen der „prominentesten und mutigsten Menschenrechtsaktivisten Israels“. Der US-amerikanische Historiker Norton Mezvinsky, der gemeinsam mit Shahak publiziert hatte, schrieb über seinen Co-Autor: „Die Großartigkeit von Israel Shahak wurde vielleicht am besten durch sein persönliches Mitgefühl, sein Verständnis und seine Sensibilität für seine Mitmenschen veranschaulicht. Obwohl er ein Bilderstürmer und in vielerlei Hinsicht ein Einzelgänger war, war er für diesen Autor und für eine Reihe anderer weit mehr als ein guter und vertrauter Freund.“
Noam Chomsky schrieb über Shahak: „From about 1970, I began what became a very intensive correspondence with Israel Shahak. […] We exchanged massive amounts of documentary materials […] along with extensive discussion of many issues. For me, as for many others, Shahak became an indispensable source of information and ideas, particularly, for me, in personal correspondence and several meetings.“ („Etwa ab 1970 begann ich einen sehr intensiven Briefwechsel mit Israel Shahak. [...] Wir tauschten große Mengen an dokumentarischem Material aus [...] und diskutierten ausgiebig über viele Themen. Für mich, wie für viele andere, wurde Shahak zu einer unverzichtbaren Informations- und Ideenquelle, insbesondere für mich in der persönlichen Korrespondenz und bei mehreren Treffen.“)

## Schriften (Auswahl)
- The Non-Jew in the Jewish State; a collection of Documents. Jerusalem 1975 (englisch).
  - Nicht-Juden in einem jüdischen Staat. Eine Dokumentation (= Nahost-Mittelmeerpolitik). pdw, Bonn 1977, ISBN 3-88253-003-0 (mit einem Vorwort von Erich Fried).
- Begin & Co as they really are. Glasgow 1977 (englisch).
- Mit Noam Chomsky: Israel’s Global Role: Weapons for Repression (= Studies in Geophysical Optics and Remote Sensing). Association of Arab-American University Graduates, Inc., 1982, ISBN 0-937694-51-7 (englisch).
- The Life of Death: An Exchange. Israel Shahak, reply by Timothy Garton Ash. In: The New York Review. 29. Januar 1987 (englisch, online).
- Jewish History, Jewish Religion: The Weight of Three Thousand Years. Pluto Press, London 1994 (englisch).
- Open Secrets: Israeli Foreign and Nuclear Policies. Pluto Press, London 1997 (englisch, gewidmet Witold Jedlicki; Vorwort Christopher Hitchens).
- Jüdische Geschichte, jüdische Religion. Israel – ein Utopia für Auserwählte? Melzer, Neu-Isenburg 2009, ISBN 978-3-9813189-1-3 (archive.org [PDF] mit Vorworten von Ilan Pappe, Edward Said und Gore Vidal).